# Martin Bednář
Martin Bednář (* 24. října 1974 Havířov) je český politik a manažer, od roku 2024 senátor za obvod č. 71 – Ostrava-město, od roku 2018 zastupitel města Ostrava, od roku 2014 starosta městského obvodu Ostrava-Jih, člen hnutí ANO.

## Vzdělání
V letech 1996 až 1999 studoval na Vysoké škole báňské – Technické univerzitě Ostrava. Studium na Ekonomické fakultě v roce 1999 dokončil a získal titul Bc. Je rovněž držitelem titulu MBA.

## Politické působení
V komunálních volbách v roce 2014 kandidoval z pozice nestraníka do Zastupitelstva městského obvodu Ostrava-Jih jako lídr kandidátky hnutí ANO. Mandát zastupitele se mu podařilo získat. Dne 13. listopadu 2014 byl rovněž zvolen starostou městského obvodu. V komunálních volbách v roce 2018 kandidoval z pozice člena hnutí ANO do Zastupitelstva městského obvodu Ostrava-Jih jako lídr kandidátky hnutí ANO. Mandát zastupitele se mu podařilo obhájit. Dne 14. listopadu 2018 byl rovněž zvolen starostou městského obvodu. V komunálních volbách v roce 2022 kandidoval z pozice člena hnutí ANO do Zastupitelstva městského obvodu Ostrava-Jih jako lídr kandidátky hnutí ANO. Mandát zastupitele se mu podařilo obhájit. Dne 20. října 2022 byl rovněž zvolen starostou městského obvodu.
V komunálních volbách v roce 2014 kandidoval z pozice nestraníka do Zastupitelstva města Ostrava z 27. místa kandidátky hnutí ANO. Mandát zastupitele se mu však nepodařilo získat. V komunálních volbách v roce 2018 kandidoval z pozice člena hnutí ANO do Zastupitelstva města Ostrava z 13. místa kandidátky hnutí ANO. Mandát zastupitele se mu podařilo získat. V komunálních volbách v roce 2022 kandidoval z pozice člena hnutí ANO do Zastupitelstva města Ostrava ze 17. místa kandidátky hnutí ANO. Mandát zastupitele se mu podařilo obhájit.
Ve volbách do Senátu PČR v roce 2024 kandidoval za hnutí ANO v obvodu č. 71 – Ostrava-město. Se ziskem 51,84 % hlasů vyhrál již v prvním kole, a stal se tak novým senátorem.